# 国司就久
国司 就久（くにし なりひさ）は、江戸時代の武士。毛利氏の家臣で長州藩士。桂元忠（河内守）の長男である桂就正の嫡男だったが、国司就直の養子となる。知行は200石。

## 生涯
寛永12年（1635年）、長州藩士である桂就正の嫡男として生まれたが、男子のいなかった国司就直の婿養子となり、国司氏を相続した。
就久は毛利秀就、綱広、吉就、吉広の四代に仕え、元禄9年（1696年）11月22日に死去。享年62。子の政信（半十郎、六之丞、左兵衛、平兵衛）が後を継いだ。